# Kouznetsk
Pour l’article homonyme, voir Kouznetsk (cheval).
Kouznetsk (en russe : Кузнецк) est une ville de l'oblast de Penza, en Russie, et le centre administratif du raïon Kouznetski. Sa population s'élevait à 87 157 habitants en 2013.

## Géographie
Kouznetsk est arrosée par la rivière Trouïov, un affluent de la Soura, et se trouve à 107 km — 120 km par la route — à l'est de Penza.

## Histoire
En 1699, le village de Narychkino est créé à l'emplacement de la future ville. En 1790, l'agglomération prend son nom actuel et acquiert le statut de ville. À cette époque, la ville est la capitale d'un éphémère district de Kouznetsk. Au XIXe siècle, l'artisanat connut un rapide essor à Kouznetsk et les premières usines apparurent, dont une fonderie de fer. En 1874, la ville bénéficia d'une liaison sur la voie ferrée Morchansk – Syzran.
Après la Révolution d'Octobre, le pouvoir soviétique s'établit à Kouznets le 18 janvier 1918. En septembre 1933 une centrale électrothermique d'une puissance de 2 000 kW fut mise en service. Le 8 février 1939, Kouznets fut élevée au rang de ville subordonnée à l'oblast de Penza, récemment formée.
La ville apporta sa contribution à la victoire de l'Union soviétique dans la Seconde Guerre mondiale, en fournissantant 12 000 hommes à l'Armée rouge. Six d'entre eux devinrent des Héros de l'Union soviétique. La ville accueillit quatre hôpitaux pour les blessés et ses usines fournirent des vêtements, des chaussures, des munitions d'autres matériels militaires. Kouznetsk accueillit plusieurs usines de construction mécanique évacuées des régions menacées par l'invasion allemande.
Après la guerre, Kouznetsk poursuivit son développement économique. En 1999, la ville fixa officiellement la date de sa fondation au 7 février 1699, jour de l'ouverture de la première église, et célébra son 300e anniversaire. Kouznetsk est aujourd'hui le deuxième centre industriel et culturel de l'oblast de Penza.

## Population
La population de Kouznetsk a augmenté jusqu'en 1992, année où elle a dépassé 100 000 habitants, puis a commencé à décliner. Le solde naturel est fortement négatif : en 2001, le taux de natalité était de 7,2 pour mille contre un taux de mortalité de 16 pour 1000.
Recensements (*) ou estimations de la population
| 1718  | 1747  | 1762  | 1795  | 1859   | 1897*  |
| ----- | ----- | ----- | ----- | ------ | ------ |
| 1 716 | 4 800 | 4 879 | 5 100 | 12 828 | 20 473 |

| 1910   | 1926*  | 1939*  | 1959*  | 1970*  | 1979*  |
| ------ | ------ | ------ | ------ | ------ | ------ |
| 27 353 | 29 748 | 37 842 | 56 880 | 84 102 | 93 642 |

| 1989*  | 2002*  | 2010*  | 2012   | 2013   | 2014 |
| ------ | ------ | ------ | ------ | ------ | ---- |
| 98 798 | 92 196 | 88 839 | 87 985 | 87 157 | -    |

## Économie
Les principales activités industrielles sont la construction électrique, la construction mécanique et la fabrication de chaussures.